# Els anys més bells d'una vida
Els anys més bells d'una vida (títol original en francès, Les plus belles années d'une vie) és una pel·lícula dramàtica francesa del 2019 dirigida per Claude Lelouch. Es va projectar fora de competició al Festival de Canes de 2019. Segueix els personatges principals que apareixen a les pel·lícules anteriors Un homme et une femme (1966) i Un homme et une femme : Vingt ans déjà (1986). També són els últims papers cinematogràfics de Jean-Louis Trintignant i Anouk Aimée durant la seva vida fins a la seva mort el 2022 i el 2024, respectivament. S'ha doblat i subtitulat al català.

## Repartiment
- Jean-Louis Trintignant com a Jean-Louis Duroc
- Anouk Aimée com a Anne Gauthier
- Souad Amidou com a Françoise Gauthier, filla de l'Anne
- Antoine Sire com a Antoine Duroc, fill d'en Jean-Louis
- Marianne Denicourt com la responsable
- Monica Bellucci com a Elena, filla d'en Jean-Louis Duroc